# Saint-Nicolas-de-Pierrepont
Saint-Nicolas-de-Pierrepont is een gemeente in het Franse departement Manche (regio Normandië) en telt 249 inwoners (1999). De plaats maakt deel uit van het arrondissement Coutances.

## Geografie
De oppervlakte van Saint-Nicolas-de-Pierrepont bedraagt 8,1 km², de bevolkingsdichtheid is 30,7 inwoners per km².
De onderstaande kaart toont de ligging van Saint-Nicolas-de-Pierrepont met de belangrijkste infrastructuur en aangrenzende gemeenten.

## Demografie
Onderstaande figuur toont het verloop van het inwonertal (bron: INSEE-tellingen).

1. ↑  Populations de référence 2022.